# 長谷川将志
長谷川 将志（はせがわ まさし、Masashi Hasegawa、1988年9月5日生まれ）は、岐阜県出身の日本のギタリスト、作曲家、アートディレクター。独自性のあるソロギター演奏を特徴とする。和太鼓、日本舞踊、書道などとのコラボレーションや、CM・ドラマ音楽、海外ファッションウィーク（Paris／NY）への楽曲提供など、活動は多岐にわたる。

## 経歴
- 幼少期からギターの演奏を始める。
- 2010年 甲洋音楽学院を卒業し、音楽学校や音楽教室などでギター講師として指導を開始。
- 2011年 自身がリーダーを務めるフュージョンバンド「へるばん」を結成。
- 2012年 ポップスバンド「HIBINO BAND」を結成。
- 2013年 小林生と共に和太鼓ユニット「雲の上〜KUMONOUE〜」を結成。
- 2014年 フランス・パリで開催されたJAPAN EXPO 2014 in PARISに出演。[3]

## 音楽性・奏法
ソロギターを主体としたインストゥルメンタル作品を中心に制作・演奏しており、和太鼓や日本舞踊など他ジャンルとのコラボレーションも行っている。
影響を受けた人物として、松本人志、久石譲、Guthrie Govan、Hans Zimmer、Andy McKee などを挙げている。

## ディスコグラフィ
オリジナル楽曲を中心に各種ストリーミングサービスにて配信中。  
一部楽曲はチャート上位を記録しているとされる。

## メディア・出演
- Instagram: @hasegawa_masashi_
- YouTube: